# Daniela (Les Chaussettes noires)
Pour les articles homonymes, voir Daniela.
Clip vidéo
[vidéo] « Daniela - Eddy Mitchell », sur YouTube
[vidéo] « Daniela - Eddy Mitchell & Les Chaussettes Noires (version 1962 colorisée) », sur YouTube
Daniela est une chanson pop rock du groupe Les Chaussettes noires d'Eddy Mitchell, single intégré à leur premier album 100 % rock de 1961, un des plus importants tubes de leur carrière, n°1 des ventes en France en 1961.

## Histoire
1957 « voit » les prémisses de ce qui va devenir, à l'initiative d'Henri Leproux, le « temple » institutionnel parisien du rock français des années 1950 et 1960, le Golf Drouot. Eddy Mitchell s'y produit avec succès, avec ses amis Johnny Hallyday et Jacques Dutronc, avant de fonder officiellement son groupe, Les Cinq Rocks,en 1960. Fin 1960, lorsque le groupe signe avec les Disques Barclay, Eddie Barclay le renomme Les Chaussettes noires. En 1961, la formation enregistre son premier album  100 % rock (vendu à 2 millions d'exemplaires) avec des textes d'Eddy Mitchell (alors âgé de 19 ans) adaptés de chansons de stars du rock 'n' roll américain très en vogue de l'époque, dont Gene Vincent, Elvis Presley, ou Chuck Berry.
La chanson Daniela est composée par Georges Garvarentz, les paroles sont d'André Pascal ; il s'agit d'une chanson d'amour,, qui évoquent le thème des sentiments amoureux adolescents de Daniela « Oh Daniela, la vie n'est qu'un jeu pour toi, Oh Daniela pourtant, ne crois pas, que tu peux oh Daniela jouer avec l'amour, sans risquer, de te bruler un jour... » Le titre, qui ne leur plait guère, car jugé « pas assez rock », sort en single en mars 1961 et devient, malgré tout, l'un de leur plus important succès, se vendant à 800 000 exemplaires, une performance que jamais ils ne parviendront à réitérer,,,.
Numéro un des ventes en France, le titre est repris cette même année comme musique du film d'espionnage De quoi tu te mêles, Daniela !, de Max Pécas, avec Elke Sommer dans le rôle de Daniela. Daniel Lesueur (dans son livre consacré à la discographie d'Eddy Mitchell), soutient l'exact contraire et que c'est sur l'instrumental de la BOF composée par Georges Garvarentz qu'a été écrite la chanson et que la version des Chaussettes noires n'est pas présente dans le film.

## Reprises
Le titre est réédité sur de nombreuses compilations des Chaussettes noires.

## Au cinéma
- 1961 : De quoi tu te mêles, Daniela !, de Max Pécas, avec Elke Sommer (Daniela).
- 2008 : Paris, de Cédric Klapisch